# Адмирал флота (СССР)
Адмирал флота — персональное корабельное воинское звание высшего офицерского состава ВМФ СССР. Соответствует общевойсковому званию «Генерал армии» и группе званий «Маршал рода войск».
В 1940—1955 гг. — высшее, а с 1962 по 1991 гг. — второе по старшинству флотское звание после «Адмирала флота Советского Союза».
| Младшее звание: Адмирал | Адмирал флота | Старшее звание: Адмирал флота Советского Союза |

## История
История воинского звания «Адмирал флота» в целом была зигзагообразной из-за стремления руководства ВМФ по окончании Великой Отечественной войны иметь в ВМФ высшее адмиральское звание, аналогичное званию «Маршал Советского Союза».

### 1940—1945
Звание «Адмирал флота» было введено Указом Президиума Верховного Совета СССР от 7 мая 1940 года «Об установлении воинских званий высшего командного состава Военно-Морского Флота» как высшее адмиральское звание в РККФ с соответствием общевойсковому званию «Генерал армии», но никому не присваивалось до мая 1944-го. 31 мая 1944 года звание впервые было присвоено Народному комиссару ВМФ Николаю Герасимовичу Кузнецову и Начальнику Главного морского штаба ВМФ Ивану Степановичу Исакову.
Таким образом, соотношение званий высшего командного состава в армии и на флоте в 1940—1945 годах было таково:
| Маршал Советского Союза                       | Соответствующее звание отсутствует |
| Главный маршал рода войск (с 1943 года)       | Соответствующее звание отсутствует |
| Маршал рода войск (с 1943 года) Генерал армии | Адмирал флота                      |
| Генерал-полковник                             | Адмирал                            |
| Генерал-лейтенант                             | Вице-адмирал                       |
| Генерал-майор                                 | Контр-адмирал                      |

### 1945—1955
Указом Президиума Верховного Совета СССР от 25 мая 1945 года звание «Адмирал флота» было фактически приравнено к званию «Маршал Советского Союза». Соответственно, образовался разрыв в ступенях адмиральских званий.
Соответствие по знакам различия  с сухопутными званиями теперь выглядело так:
| Маршал Советского Союза         | Адмирал флота                      |
| Главный маршал рода войск       | Соответствующее звание отсутствует |
| Маршал рода войск Генерал армии | Соответствующее звание отсутствует |
| Генерал-полковник               | Адмирал                            |
| Генерал-лейтенант               | Вице-адмирал                       |
| Генерал-майор                   | Контр-адмирал                      |

### 1955—1962
Указом Президиума Верховного Совета СССР от 3 марта 1955 года воинское звание «Адмирал флота» было упразднено и этим же указом учреждено звание «Адмирал флота Советского Союза».
В таблице соответствия воинских званий всё также сохранялся разрыв:
| Маршал Советского Союза         | Адмирал флота Советского Союза     |
| Главный маршал рода войск       | Соответствующее звание отсутствует |
| Маршал рода войск Генерал армии | Соответствующее звание отсутствует |
| Генерал-полковник               | Адмирал                            |
| Генерал-лейтенант               | Вице-адмирал                       |
| Генерал-майор                   | Контр-адмирал                      |

### 1962—1991
Указом Президиума Верховного Совета СССР № 51-VI от 28 апреля 1962 года «Об установлении воинского звания Адмирал флота» было восстановлено как соответствующее общевойсковым званиям «Генерал армии» и «Маршал рода войск».
Теперь разрыв между званиями был устранён:
| Маршал Советского Союза         | Адмирал флота Советского Союза     |
| Главный маршал рода войск       | Соответствующее звание отсутствует |
| Маршал рода войск Генерал армии | Адмирал флота                      |
| Генерал-полковник               | Адмирал                            |
| Генерал-лейтенант               | Вице-адмирал                       |
| Генерал-майор                   | Контр-адмирал                      |

После распада СССР звание было сохранено в Российской Федерации как высшее корабельное звание.

## Положение о звании
Персональное воинское звание «адмирал флота» присваивалось указом Президиума Верховного Совета СССР.

## Знаки различия
С момента учреждения звания в 1940 году вплоть до 1943-го у адмиралов флота были только нарукавные знаки различия.
Указом Президиума Верховного Совета СССР от 15 февраля 1943 года «О введении новых знаков различия для личного состава Военно-Морского Флота СССР» были введены четырёхзвёздные погоны и новые нарукавные знаки.
Указом Президиума Верховного Совета СССР от 25 мая 1945 года «Об изменении знаков различия — погонов для адмиралов флота» утверждено описание погон с гербом Советского Союза и звездой диаметром 50 мм для соответствия званию «Маршал Советского Союза».
Указом Президиума Верховного Совета СССР № 51-VI от 28 апреля 1962 года «Об установлении воинского звания Адмирал флота» звание было восстановлено с одной большой звездой диаметром 40 мм на погоны как у маршала рода войск и новыми нарукавными знаками.
Также, указом Президиума Верховного Совета СССР от 5 июня 1962 года № 169-VI «О знаках отличия адмирала флота» было введено ношение Маршальской звезды «малого» типа как у маршала рода войск, но с лентой бирюзового цвета.
| Знаки различия к форме                     |           |           |           |           |
| Знаки различия к форме                     | Годы      | Годы      | Годы      | Годы      |
| Знаки различия к форме                     | 1940—1943 | 1943—1945 | 1945—1955 | 1962—1991 |
| ------------------------------------------ | --------- | --------- | --------- | --------- |
| Погоны адмирала флота к повседневной форме | —         |           |           |           |
| Погоны адмирала флота к парадной форме     | —         |           |           |           |
| Нарукавный знак                            |           |           |           |           |

## Носители звания
За всё время существования данного звания оно было присвоено двенадцати флотоводцам: 
| №  | Имя                             | Портрет | Годы жизни | Дата присвоения звания | Должность на момент присвоения звания                                        | Уволен с действительной службы |
| -- | ------------------------------- | ------- | ---------- | ---------------------- | ---------------------------------------------------------------------------- | ------------------------------ |
| 1  | Николай Герасимович Кузнецов    |         | 1904—1974  | 31 мая 1944            | Народный комиссар ВМФ                                                        | 17 февраля 1956                |
| 2  | Иван Степанович Исаков          |         | 1894—1967  | 31 мая 1944            | Начальник Главного морского штаба ВМФ                                        | 11 октября 1967                |
| 3  | Сергей Георгиевич Горшков       |         | 1910—1988  | 28 апреля 1962         | Главнокомандующий ВМФ                                                        | 13 мая 1988                    |
| 4  | Владимир Афанасьевич Касатонов  |         | 1910—1989  | 18 июня 1965           | Первый заместитель Главнокомандующего ВМФ                                    | 9 июня 1989                    |
| 5  | Николай Дмитриевич Сергеев      |         | 1909—1999  | 30 апреля 1970         | Начальник Главного штаба ВМФ                                                 | 11 января 1992                 |
| 6  | Семён Михайлович Лобов          |         | 1913—1977  | 28 июля 1970           | Командующий Краснознамённым Северным флотом                                  | 12 июля 1977                   |
| 7  | Георгий Михайлович Егоров       |         | 1918—2008  | 5 ноября 1973          | Командующий Краснознамённым Северным флотом                                  | май 1992                       |
| 8  | Николай Иванович Смирнов        |         | 1917—1992  | 5 ноября 1973          | Командующий Краснознамённым Тихоокеанским флотом                             | 11 января 1992                 |
| 9  | Владимир Николаевич Чернавин    |         | 1928—2023  | 4 ноября 1983          | Начальник Главного штаба ВМФ                                                 | февраль 1993                   |
| 10 | Алексей Иванович Сорокин        |         | 1922—2020  | 16 февраля 1988        | Первый заместитель начальника Главного политуправления Советской Армии и ВМФ | май 1992                       |
| 11 | Иван Матвеевич Капитанец        |         | 1928—2018  | 4 сентября 1988        | Первый заместитель Главнокомандующего ВМФ                                    | 11 января 1992                 |
| 12 | Константин Валентинович Макаров |         | 1931—2011  | 4 ноября 1989          | Начальник Главного штаба ВМФ                                                 | 12 сентября 1992               |